# Намак-Аваран
Намак-Аваран (перс. نمك اوران) — село в Ірані, у дегестані Калаштар, у Центральному бахші, шагрестані Рудбар остану Ґілян. У переписі 2006 року вказане як окремий населений пункт, але без відомостей про чисельність населення.

## Клімат
Середня річна температура становить 13,53 °C, середня максимальна – 29,24 °C, а середня мінімальна – -3,85 °C. Середня річна кількість опадів – 428 мм.
| Клімат поселення                              | Клімат поселення | Клімат поселення | Клімат поселення | Клімат поселення | Клімат поселення | Клімат поселення | Клімат поселення | Клімат поселення | Клімат поселення | Клімат поселення | Клімат поселення | Клімат поселення | Клімат поселення |
| Показник                                      | Січ.             | Лют.             | Бер.             | Квіт.            | Трав.            | Черв.            | Лип.             | Серп.            | Вер.             | Жовт.            | Лист.            | Груд.            |                  |
| Середній максимум, °C                         | 10,45            | 10,83            | 13,26            | 19,63            | 23,67            | 28,48            | 28,98            | 29,24            | 25,50            | 21,08            | 15,51            | 10,14            |                  |
| Середня температура, °C                       | 3,31             | 3,67             | 6,12             | 12,48            | 16,52            | 21,33            | 23,74            | 24,00            | 20,27            | 15,84            | 10,27            | 4,91             |                  |
| Середній мінімум, °C                          | −3,85            | −3,49            | −1,03            | 5,32             | 9,36             | 14,18            | 18,50            | 18,76            | 15,02            | 10,59            | 5,04             | −0,34            |                  |
| Норма опадів, мм                              | 39               | 36               | 67               | 60               | 27               | 9                | 11               | 11               | 16               | 36               | 52               | 64               |                  |
| Середньомісячна швидкість вітру, м/с          | 2.02             | 2.48             | 2.74             | 2.78             | 2.80             | 2.87             | 3.00             | 2.69             | 2.32             | 1.90             | 2.00             | 1.91             |                  |
| Середньомісячна сонячна радіація, кДж/м²·день | 7493             | 9927             | 12238            | 16455            | 20793            | 24299            | 24708            | 21491            | 17825            | 12296            | 9171             | 7275             |                  |
| --------------------------------------------- | ---------------- | ---------------- | ---------------- | ---------------- | ---------------- | ---------------- | ---------------- | ---------------- | ---------------- | ---------------- | ---------------- | ---------------- | ---------------- |
| Джерело:                                      |                  |                  |                  |                  |                  |                  |                  |                  |                  |                  |                  |                  |                  |